# 그레이트리
그레이트리는 대한민국의 음악 그룹이다. 2018년 싱글 앨범 [그댈 만나러 가는 길]로 데뷔했다.

## 음반
- 그댈 만나러 가는 길 (2018)
- 사랑하고 싶은데 (2018)
- 해피엔딩 (2018)
- You Are My Love (2019)
- 이불 (2019)
- 허수아비 (2020)
- 사랑할래요 (2020)
- My Everything (2021)